# John Delaney (polityk z Marylandu)
John Kevin Delaney (ur. 16 kwietnia 1963 w Wood-Ridge) – amerykański przedsiębiorca i polityk, w latach 2013–2019 członek Izby Reprezentantów z 6. okręgu Marylandu, współzałożyciel firm American Home Therapies, HealthCare Financial Partners i CapitalSource.

## Wczesne życie i wykształcenie
John Kevin Delaney urodził się 16 kwietnia 1963 w Wood-Ridge w stanie New Jersey. Jego ojciec Jack Delaney był elektrykiem, a matka Elaine Delaney zd. Rowe gospodynią domową.
Dostał się na uniwersytet na mocy stypendium ufundowanego przez związek zawodowy ojca, American Legion, VFW i Lions Clubs International.
W 1985 ukończył studia na wydziale biologii na Uniwersytecie Columbia i zdobył tytuł Bachelor of Science, a w 1988 ukończył prawo na Uniwersytecie Georgetown i zdobył tytuł naukowy Juris Doctor. Po ukończeniu uczelni krótko praktykował prawo w firmie Shaw, Pittman, Potts & Trowbridge.

## Kariera biznesowa
Od 1990 do 1992 wraz z Ethanem Lederem był współwłaścicielem firmy opieki zdrowotnej American Home Therapies. Następnie w 1993 wraz z Lederem i Edwardem Nordbergiem Jr założył firmę HealthCare Financial Partners, udzielającą pożycek dla firm opieki zdrowotnej i do 1997 był prezesem zarządu i dyrektorem generalnym tej firmy. W 2000 współfinansował firmę CapitalSource, udzielającą pożyczek małym i średnim przedsięwzięciom i do 2009 był dyrektorem generalnym i menedżerem wykonawczym tej firmy, a następnie od 2010 był prezesem wykonawczym. 6 kwietnia 2012 zrezygnował z tej posady, aby rozpocząć karierę polityczną.

## Członek Izby Reprezentantów
W 2012 został wybrany z ramienia Partii Demokratycznej do Izby Reprezentantów z 6. okręgu wyborczego w Maryland i pełnił tę funkcję trzy kadencje do 3 stycznia 2019. Był jednym z najbogatszych członków Izby. W 2018 gazeta Roll Call umieściła go na szóstym miejscu pod względem zamożności i oszacowała jego majątek na 93 miliony dolarów amerykańskich. Zasiadał w Komisji ds. Usług Finansowych Izby. Deklarował progresywne poglądy. Zyskał reputację osoby, która często współpracowała zarówno Partii Demokratycznej, jak i Partii Republikańskiej.
W 2017 Delaney wraz z dwoma republikańskimi członkami Izby Reprezentantów, Tedem Yoho i Rodneyem Davisem, pomógł wprowadzić dwie ustawy, które miały na celu sfinansowanie szerokiej gamy projektów infrastrukturalnych, a dochody miały być uzyskiwane dzięki międzynarodowym przepisom podatkowym.

## Wybory prezydenckie w 2020
28 lipca 2017 ogłosił na łamach The Washington Post, że kandyduje w prawyborach Partii Demokratycznej przed wyborami prezydenckimi w 2020, w związku z czym nie ubiegał się o czwartą kadencję członka Izby Reprezentantów. Był pierwszym Demokratą, który zgłosił swoją kandydaturę w tych wyborach. W ramach kampanii wyborczej 29 maja 2018 opublikował książkę The Right Answer: How We Can Unify Our Divided Nation.
Delaney miał niskie poparcie w sondażach przez większość kampanii i zakwalifikował się tylko do jednej debaty prawyborczej. 31 stycznia 2020 ogłosił, że wycofuje swoją kandydaturę. Jak sam przyznał, nie wierzył w swoje zwycięstwo na tym etapie i zależało mu na tym, aby prawybory wygrał centrysta i nie chciał w tym przeszkodzić, przejmując część elektoratu.

## Życie prywatne
Deklaruje się jako rzymski katolik.
Jest żonaty z April McClain-Delaney. Razem mają cztery córki: Summer, Lily, Grace i Brooke Delaney.